# Coptodon bakossiorum
Coptodon bakossiorum és una espècie de peix de la família dels cíclids i de l'ordre dels perciformes.

## Morfologia
Els mascles poden assolir els 5,9 cm de longitud total.

## Distribució geogràfica
Es troba a Àfrica: llac Bermin (Camerun).